# استاری کارباش
استاری کارباش (انگلیسی: Stary Karbash) یک شهرک در شهرستان بوزدیاکسکی باشقیرستان کشور روسیه است.